# Geometría esférica

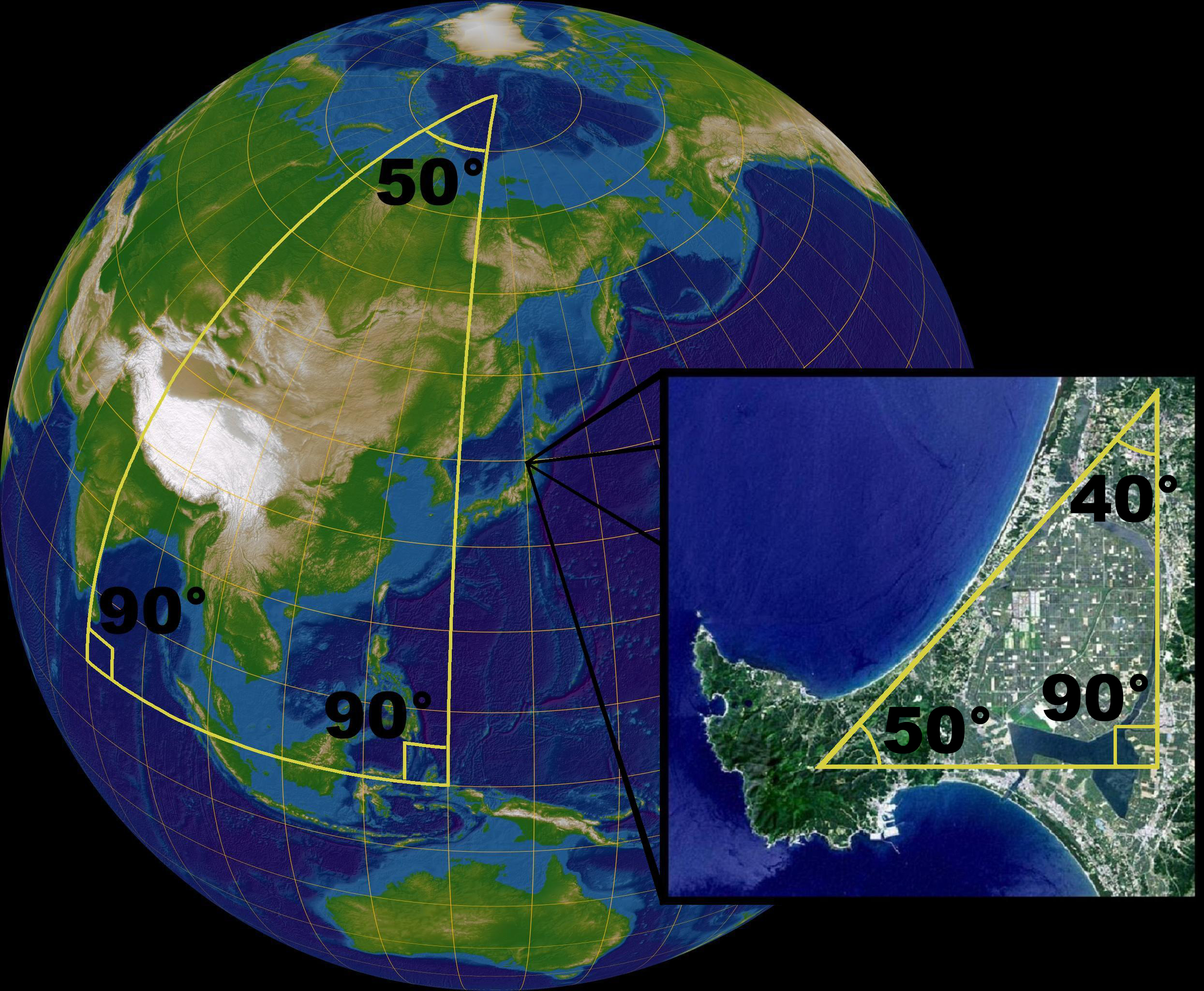
En una esfera, la suma de los ángulos de un triángulo no es igual a 180°. Una esfera no es un espacio euclidiano, pero localmente las leyes de la geometría euclidiana son buenas aproximaciones. En un pequeño triángulo en la cara de la Tierra, la suma de los ángulos es muy cercana a 180°. Una esfera puede ser representada por una colección de mapas de dos dimensiones, por lo tanto una esfera es una variedad, en el triángulo curvo convexo la suma de los ángulos puede ser superior a 180°.

La geometría esférica es la geometría de la superficie bidimensional de una esfera. Es un ejemplo de geometría no euclídea.
En geometría plana los conceptos básicos son el punto y la línea. En la esfera, los puntos están definidos en el sentido usual. Los equivalentes de las líneas no están definidos en el sentido usual de la "línea recta" sino en el sentido de "las trayectorias más cortas entre los puntos", lo cual es llamado geodésica. En la esfera los geodésicos son los grandes círculos, así que los otros conceptos geométricos son definidos como en la geometría plana pero con las líneas sustituidas por los grandes círculos. Así, en geometría esférica los ángulos están definidos entre los grandes círculos, resultando en que la trigonometría esférica se diferencie de la trigonometría plana en varios aspectos (por ejemplo, la suma de los ángulos interiores de un triángulo excede los 180 grados).
La geometría esférica es el modelo más simple de la geometría elíptica, en la cual una línea no tiene ninguna línea paralela a través de un punto dado. En contraste con la geometría hiperbólica, en la cual una línea tiene dos paralelas, y un número infinito de ultra-paralelos, a través de un punto dado.
La geometría esférica tiene importantes aplicaciones prácticas en la navegación y la astronomía.
Una geometría importante relacionada con la modelada por la esfera es llamada plano proyectivo real, y es obtenida identificando las antípodas en la esfera (pares de puntos opuestos). Localmente, el plano proyectivo tiene todas las propiedades de la geometría esférica, pero tiene diferentes características globales. En particular, es no orientable.